# Fränkischer Rechen

Der Fränkische Rechen – Symbol für ganz Franken und Teil des großen Bayerischen Staatswappens sowie des großen Landeswappens für Baden-Württemberg.

Der Fränkische Rechen wird als Wappen Frankens angesehen. Er zeigt in Rot drei silberne Spitzen. Diese Spitzen ergeben die stilisierte Form eines Rechens.

## Gestaltung und Verwendung
Der Fränkische Rechen ist ein Heroldsbild und eine Form des Wappenschnittes, denn er teilt durch einen Spitzenschnitt den Wappenschild in Rot-Silber. Durch seine Einfachheit und die regionale Verbreitung hat er es als Wappenbild zum Eigennamen geschafft.
Franken-Rot ist dabei die Farbe HKS 14.
Die Form des Rechens stellt die Ganzheitlichkeit von Himmel und Erde dar und wurde daher gerade von kirchlichen Institutionen in Siegel oder Wappen aufgenommen. Sie symbolisiert mit drei nach oben (Himmel) gerichteten Spitzen die Dreifaltigkeit Gottes und gleichzeitig mit vier nach unten (Erde) gerichteten Enden die vier Himmelsrichtungen der Erde. Die optische Ähnlichkeit zum „Treibgutrechen“ hat zu dem heutigen Namen geführt; vermutlich haben zuerst Ortschaften solche Figuren als Emblem benutzt, die an für die Holztrift angelegten Sperrwerken lagen und deren Existenzgrundlage der Holztransport war.

## Geschichte
Erstmals nachgewiesen ist der Rechen im frühen 14. Jahrhundert auf dem Grab des Fürstbischofs des Bistums Würzburg, Wolfram Wolfskeel von Grumbach, und in einem Siegel des Ortes Gerolzhofen.
Der Fränkische Rechen wurde zunächst von den Würzburger Fürstbischöfen als Symbol ihrer (allerdings eher nominellen) fränkischen Herzogswürde gewählt. Ab 1835 vertrat der Rechen die mittlerweile ins Königreich Bayern eingegliederten fränkischen Gebiete in dessen Wappen. Er findet sich hundertfach als Teil der Wappen vieler Gebietskörperschaften auf dem Gebiet Frankens, z. B. der bayerischen Bezirke Oberfranken, Mittelfranken und Unterfranken, der meisten Kreise in Franken, z. B. des Main-Tauber-Kreises in Baden-Württemberg, des Landkreises Hildburghausen in Südthüringen oder des Landkreises Haßberge und vieler Städte und Gemeinden, z. B. im Wappen Volkachs oder Frankenhardts. So demonstriert der Fränkische Rechen die Zugehörigkeit zur heutigen Kulturregion Franken, die auch gegenwärtig gebietstechnisch recht genau dem kurzlebigen ehemaligen Herzogtum Ostfranken, also dem ursprünglichen Gebiet der Bistümer Würzburg, Eichstätt und Bamberg, entspricht. Das Gebiet war später noch grob am kleingliedrigen Fränkischen Reichskreis erkennbar.
Der Fränkische Rechen ist Bestandteil im Großen Staatswappen des Freistaats Bayern und im Großen Landeswappen von Baden-Württemberg.

## Beispiele

Bezirk Oberfranken
Bezirk Mittelfranken
Bezirk Unterfranken
ehem. Großherzogtum Würzburg
Landkreis Würzburg
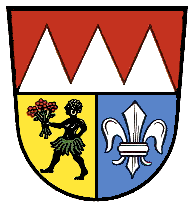
Alter Landkreis Würzburg bis 1974
Landkreis Ansbach
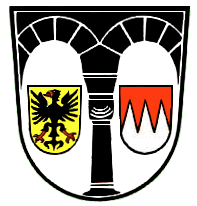
ehem. Landkreis Feuchtwangen
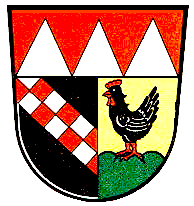
ehem. Landkreis Mellrichstadt
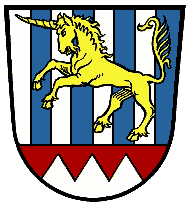
ehem. Landkreis Scheinfeld
Landkreis Main-Spessart
ehem. Landkreis Karlstadt
ehem. Landkreis Marktheidenfeld
Landkreis Haßberge
Landkreis Hildburghausen (Thüringen)
Main-Tauber-Kreis (Baden-Württemberg)
Bieberehren
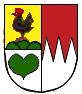
Ebertshausen (Thüringen)
Ehrenberg (Hessen/Rhön)
Elfershausen
Frankenbach
Frankenwinheim
Gerbrunn
Gerolzhofen
Gössenheim
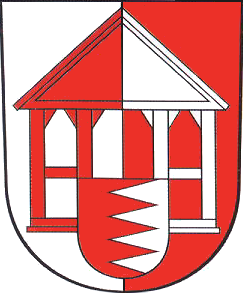
Haina (Südthüringen)
Hilders (Hessen/Rhön)
Hofheim i. Ufr.
Höchheim
Kolitzheim
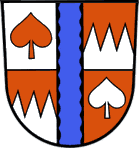
Langenbach (Thüringen)
Rosengarten/Lkr. Schwäbisch Hall (Baden-Württemberg)
Schillingsfürst
Steinfeld (Unterfranken)
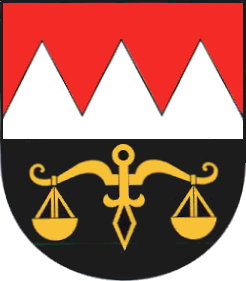
Veilsdorf (Thüringen)
Wahlrod (Rheinland-Pfalz)

Verbandsabzeichen der 12. Panzerdivision (Bundeswehr) (1994 a. D. gestellt)
Verbandsabzeichen des Heeresmusikkorps Veitshöchheim
Wappen des Bistums Würzburg
Wappen von Franz Jung, Bischof von Würzburg
Kurpfalz-Bayern 1804 – 1806
Königreich Bayern 1835 – 1918
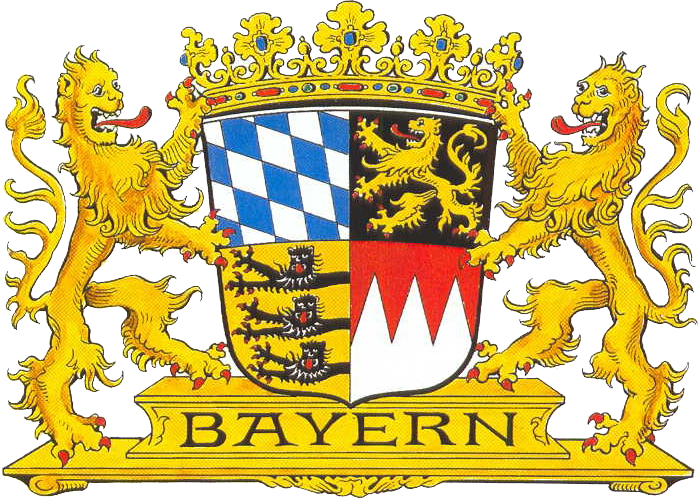
Freistaat Bayern 1923 – 1936
Großes Bayerisches Staatswappen
Großes Landeswappen Baden-Württembergs

Er ist auch das Wappen der Stadt Gerolzhofen in Unterfranken.
In Vöhringen (Württemberg) wird ebenso wie in Dietingen jedoch kein Fränkischer Rechen gezeigt. Das dortige Wappen, mit gedrehten Farben, bezieht sich auf die Herren von Sulz.